# Cymbiapophysa otongachi
Espèce
Cymbiapophysa otongachi est une espèce d'araignées mygalomorphes de la famille des Theraphosidae.

## Distribution
Cette espèce est endémique de la province de Santo Domingo de los Tsáchilas en Équateur,. Elle se rencontre vers Santo Domingo.

## Description
Le mâle holotype mesure 27,3 mm et la femelle paratype 36,6 mm.

## Systématique et taxinomie
Cette espèce a été décrite par Peñaherrera-R., Ghía, Sherwood et Gabriel en 2024.

## Étymologie
Son nom d'espèce lui a été donné en référence au lieu de sa découverte, la réserve naturelle Otongachi.

## Publication originale
- Peñaherrera-R., Ghía, Sherwood & Gabriel, 2024 : « New insights on male palpal bulb morphology in Cymbiapophysa Gabriel & Sherwood, 2020, with four new species from Ecuador (Araneae: Theraphosidae). » Arachnology, vol. 19, no 7, p. 1003-1017.